# Człekówka
Człekówka – wieś sołecka w Polsce położona w województwie mazowieckim, w powiecie otwockim, w gminie Kołbiel.
| SIMC    | Nazwa             | Rodzaj    |
| ------- | ----------------- | --------- |
| 0674649 | Człekówka-Kolonia | część wsi |

Wierni Kościoła rzymskokatolickiego należą do parafii Świętej Trójcy w Kołbieli.

## Historia
Wieś królewska Człekówka położona była w drugiej połowie XVI wieku w powiecie garwolińskim ziemi czerskiej województwa mazowieckiego. Pierwsze wzmianki o niej pochodzą z lustracji dóbr królewskich starostwa osieckiego z 1564 roku. W tym dokumencie miejscowość ta widnieje jako „Czlowiekowka”. Według lustracji z 1617 roku znajdowało się w niej 19 gospodarstw zagrodników. Duże szkody przyniosły jej wojny z połowy XVII wieku. Do XVIII wieku wieś nazywano „Człowiekówka”. Wraz z końcem XVIII wieku zaczęto używać nazwy „Człekówka”. W 1795 roku znalazła się pod zarządem rządu Austrii. Następnie została przejęta przez rząd Księstwa Warszawskiego. Potem zarządzała nią Komisja Skarbu Królestwa Polskiego. Kiedy nastąpiło uwłaszczenie ziemi rządowej w 1864 roku, miejscowość tę wcielono do gminy Kołbiel. W roku 1921 w miejscowości tej znajdowało się 35 domów i liczyła ona 218 mieszkańców. 
Pierwsze wzmianki o początkach szkoły w Człekówce pochodzą z lat 1936 - 1941. W tym czasie wyniku scalenia gruntów powstał plac pod budowę budynku szkolnego. Plany te powstrzymał wybuch II wojny światowej. Utworzono w 1964 roku komitet budowy szkoły. Wtedy rozpoczęto budowę. W 1965 roku powołano dyrekcję szkoły i kadrę nauczycielską. Od tamtego momentu placówka ta działa w tej wiosce. Dnia 1 czerwca 2015 roku patronem Szkoły Podstawowej w Człekówce został ksiądz Jan Twardowski.
W latach 1975–1998 miejscowość administracyjnie należała do województwa siedleckiego.    